# Místo
Místo är en ort i Tjeckien.   Den ligger i regionen Ústí nad Labem, i den nordvästra delen av landet, 90 km väster om huvudstaden Prag. Místo ligger 571 meter över havet och antalet invånare är 335.
Terrängen runt Místo är kuperad åt nordväst, men åt sydost är den platt. Runt Místo är det ganska tätbefolkat, med 72 invånare per kvadratkilometer. Närmaste större samhälle är Kadaň, 7,1 km söder om Místo. Trakten runt Místo består till största delen av jordbruksmark.